# タザリア王国物語
『タザリア王国物語』（たざりあおうこくものがたり）は、スズキヒサシのライトノベル。イラストはあづみ冬留が担当。電撃文庫刊。2010年1月現在で第6巻『乱峰の荒鷲』まで刊行。2016年11月より小説家になろうに続編の掲載のため、まず電撃文庫から刊行された全6巻分の内容を投稿中。
諸勢力がせめぎ合う架空の世界、バルダ大陸を舞台として、運命に翻弄されながらも懸命に生きる少年の姿を描いている。

## ストーリー

### 影の皇子
戦乱が続くバルダ大陸。その中でタザリア王国は比較的平穏を保っていた。孤児の少年ジグリットはジューヌ皇子と同じ顔をしていたため、騎士団長グーヴァーに王宮へと連れて行かれ皇子の影武者として育てられることとなる。王宮には彼につらくあたる者もあったが、国賊の陰謀を暴くほどのその聡明さは次第に認められる。皇子とともに学問を修め、皇子のように武術を学ぶ。ジグリットは皇子にふさわしい成長を遂げていった。本物の皇子以上に。そして告げられる不気味な予言。その通りにジグリットは皇子と入れ替わってしまう。

### 黒狼の騎士
皇子は死に、ジグリットは皇子と入れ替わってしまった。その賢さで周囲の皆を欺き続け、近衛隊長フツに暴かれそうになりながらも巧みに皇子のふりをするジグリット。その頃、冬将の騎士ファン・ダルタは苦悩していた。彼は故郷の亡霊にさいなまれていたのだ。それを皇子（ジグリット）に救われた彼は、皇子の正体がジグリットだと気づきジグリットこそが自分の望む皇子だと感じる。そして歴史の奔流はその流れを緩めはしなかった。タザリア国王急逝——皇子の正体に気づいていた王はジグリットに国の行く末を頼みこの世を去った。それとともに動き出す不審な影。ジグリットは何度も刺客に襲われるが、冬将の騎士とともに有力貴族の野望を食い止める。

### 炎虐の皇女
タザリア王として即位したジグリットは経済改革を開始するがそれは負担を求められた貴族達の反感を買う。やがて起こった反乱を見事鎮圧したジグリットであったがゲルシュタインから来たリネアへの結婚話に困惑する。

### 獣面の暗殺者
ゲルシュタインに征服され、囚われの身となりリネアに虐待を受けるジグリットだったが、交易商人ブザンソンの手引きで脱出する。しかし、あくまでジグリットを諦めないリネアは不死身の狂戦士タジハッサを追っ手として差し向ける。

### 山獄の獅子王
タジハッサの追撃を逃れたジグリットは冬将の騎士と合流。タザリア奪還のためにナフタバンザ王国の山賊集団「蒼蓮華」に出身を隠して加入、頭角を現していく。

## 世界観
タザリア王国物語は架空の世界、バルダ大陸を舞台としている。大陸の地勢は地名を参照。
バルダ大陸にはかつて古代文明オグドアスが存在した。その崩壊後約5,000年間はバルダに文明は存在せず、バスカニオンが諸所に分散していた人々を1カ所に集めたことで再び文明が生まれた。この物語の舞台はそれから約2,000年後、小国が分立するバルダ分裂国家時代である。
バルダ大陸の人々はほぼ中世ヨーロッパのような暮らしをしている。上流階級（アルコンテス）と下層民の貧富の差は激しく、各国は貧民窟（スラム）の問題を抱えている。浮浪児は冬でも夏用の薄い上衣（チュニック）の上に毛編（セーター）を着るのが精一杯である。

### 暦
バルダ大陸ではバスカニオンが降臨したとされる年を紀元とする聖階暦が用いられている。1年は季節ごとに4つの月に分けられ、それぞれの月を
- 春:紫暁月（しぎょうづき）
- 夏:蛍藍月（けいらんづき）
- 秋:黄昏月（たそがれづき）
- 冬:白帝月（はくていづき）

と呼ぶ。
1月は91日だが、白帝月の最後の日と紫暁月の最初の日の間にはどの月にも属さない日が1日ある。その日は数えない日（バードラ）と呼ばれ、バルダに暮らすすべての人々の祝日である。

### 魔道具
バルダ大陸では現在の科学で説明不能な物品は魔道具と呼ばれ、エネルギー物質である歪力石（コピアストーン）とともに古代文明オグドアスの遺産とされている。これらは主にウァッリス公国で産出しその管理下で採掘、取引が行われるため、ウァッリス公国の地位を不動の物としている。魔道具には洗濯物の乾燥機や通信機などの平凡なものだけでなく、植物を自在に操るものや未来を予知するものなどの恐るべきものもある。ただし魔道具はどれも高価で、庶民が手に入れられるものではない。同種のものが他に存在しない魔道具は珍種（レア）と呼ばれ、その多くは各国で国宝として厳重に保管されている。魔道具には検定印アーラ（翼の紋）が押され、翼1から翼3のものは一般人にも使用できるが、翼4から翼6のものは魔道具使い（マグトゥール）でなければ使いこなすことはできず、一般人の所持は禁じられている。そのため翼4以上のものが市場に出回ることはない。珍種にはアーラがなく、誰にでも使えるものもあれば魔道具使いでなければ扱えないものもある。
魔道具使いとはウァッリス公国の国家選定試験に合格した魔道具の専門家のことで、古代言語を操り最先端の科学に精通している。試験に合格する者は4年に1人いるかいないかという程度と少なく、その力は「どのようなことでもできる」と言われるほどである。魔道具使いはウァッリス公国の魔道具使い協会（マグトゥールギルド）の取り決めのみに従い、魔道具使いを死刑に処することが許されているのは魔道具使い協会だけである。またどの国にも1人は専属の魔道具使いがおり、その斡旋は魔道具使い協会が行う。

### バスカニオン教
古代文明オグドアス以来初めての文明をバルダ大陸にもたらしたとされる人物、バスカニオンを神として崇拝する宗教がバスカニオン教である。総本山はフランチェサイズ大聖堂で、アルケナシュ公国の首都、フランチェサイズにある。ここはバスカニオン降臨の地とされている。バルダ大陸ではほぼすべての人間がバスカニオン教を多かれ少なかれ信奉している。そのため教団の力はバルダ大陸のどの国もかなわないほど強大で、その庇護下にあることでアルケナシュ公国は大陸一の大国となっている。その分アルケナシュ公国は教団の影響から逃れることはできず、首都における利権もしだいに奪われ、教団の押さえ込みに躍起になっている。この現状に対して教団内部は、教団権力の増長を進める強硬派とそれに懸念を示す穏健派に二分されている。
少女神（コレツェオス）
バスカニオン教において主、バスカニオンの妻として最も神聖だとされる人物。教典では、主の声を聞く神の使いであり世界が滅ぶ時を決める裁定者だとされる。神の力（アーリメント）と呼ばれる特異な能力を持つ。教団の偉人の中で最も敬われるバスカニオン教の至宝と呼べる存在で、すべての教会には少女神を模した “天に向かい口を開いている少女の像”が入り口に置かれている。少女神はしばらくすると神の力を失い、それと同時にレイモーン王国のどこかの少女が神の力を得て新たな少女神となる。神の力を失った少女神は1年以内に何らかの形で必ず命を失う運命であり、そのため少女神は非常に短命である。聖階暦2021年現在の少女神はアンブロシアーナ。
聖黎人（せいれいじん）
バスカニオン教において少女神の次に主に近いとされる人物。教団の最高権力者。少女神が変わるたびに新たに大司祭の中から選ばれる。聖階暦2021年現在の聖黎人はユールカ。
繁栄の儀（プロスフェストゥム）
4年に1度バスカニオン教の偉人が総本山のフランチェサイズ大聖堂に集まり豊潤と安寧を祈る儀式。司祭の合唱や少女神の舞踊などが行われる。大陸全土のどの国も必ず1人以上を派遣し参列させることになっており、それが重要人物であるほど教会への深い信仰とつながりを示す。儀式の期間は紫暁月30日から8日間だが、大陸中の要人が集まるため紫暁月の間はずっと各国の間で会議や会合が行われ、外交合戦が繰り広げられる。
狂信者（ツェペラウス）
バスカニオン教のために命を捨てる覚悟を持った熱烈な信者のこと。少女神を聖母と崇め、教典に精通している。自発的に教会の警備を行うものもいる。
非国教徒（ディセンター）
バスカニオン教を信仰せず、その教えを否定する人間のこと。

## 地名
バルダ大陸は蝶ネクタイのような形をしており、中央のくびれた部分にタザリア王国がある。その東には暴君（テュランノス）山脈、さらに東には夜明けの歌（オーバード）山脈が平行して南北に走っている。これらの間の地溝はバルダの裂け目もしくはバルダ大陸の溝と呼ばれ、北部にナフタバンナ王国、南部にウァッリス公国がある。オーバード山脈以東の広大な地域はほぼすべてアルケナシュ公国の領土であり、パスハリッツァ草原一帯のみレイモーン王国となっている。タザリアの北西にはベトゥラ連邦共和国、西には砂漠地帯にゲルシュタイン帝国、山岳地帯にアスキアがあり、さらに西にはレニーク王国がある。これらの南には「呪われた滅びの地」が広がっている。また、大陸付近にはニクス諸島やイーレクスなど大小の島々が点在している。各地の詳細は以下を参照。ただしそこにない地域に関しては詳細不明である。

### タザリア王国

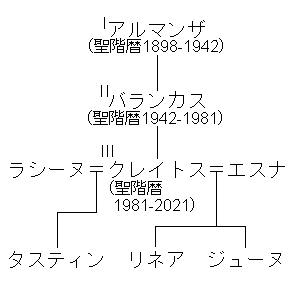
タザリア王家略系図
＝は婚姻関係
内の数字は在位年
I,II,III は即位順

バルダ大陸の中央部、暴君（テュランノス）山脈の西側にある、この物語の主な舞台となる国。首都はチョザ。聖階暦1898年にアルマンザ・タザリアによって建国された。建国以前のタザリア家は一貴族にすぎなかったが、他の貴族を出し抜いて以前の王家を退けた。以来タザリア家は他貴族にとって疎ましいものとなったが、建国から長らくタザリア王家の勢力は強大で、その頃はまだ全体をとりまとめる組織を持たなかった貴族が個別に立ち向かうことはできなかった。タザリア王家は紋章が黒い炎でありそれ故に黒き炎の一族と呼ばれる。その由来は王家の至宝である3つの魔道具の1つ、ニグレットフランマ（黒き炎）である。タザリア王国には王宮を守る近衛隊と軍を指揮する騎士団があり、騎士団は炎帝騎士団と呼ばれている。騎士は真紅の、近衛隊員は暗緑色の外衣（マント）を身につけているのが特徴であるが、ごくまれに着ていない者もいる。騎士と近衛隊員はあまり仲がよくない。幾度となく戦争が繰り返されるバルダ大陸において、クレイトス・タザリア 3世の治世の頃、タザリア王国は比較的平穏だったが全く戦争がないわけではなかった。タザリアと他国の対立の詳細は年表を参照。
チョザ
タザリア王国の首都。タザリア随一の都市である。アンバー湖の北に位置し、市街の南部の湖畔には王宮がある。
エスターク
タザリア王国の中部、テュランノス山脈の麓にある小都市。ジグリットの故郷。街の東側の高台にはサンダウ寺院という教会があり、町の中心部を南北に走る絞首大通り（ガロウズ・アベニュー）とサンダウ寺院の間にはほぼ商家と上流階級（アルコンテス）の館だけが立っている。逆に大通りの西側は、西広場の周辺が呑み屋街でさらに西は遊里や下層民の家が立ち並ぶ地域になっている。最も西側には街を囲む障壁に沿って貧民窟（スラム）がある。これら西側一帯は、聖階暦2018年にリネアの企みによりアウラが貧民窟に放火したためにほとんど焼失した。
王宮
タザリア王国の王宮。首都チョザの南、アンバー湖の北岸にある。南側のアイギオン城、西のソレシ城、東のマウー城とその他厩舎や礼拝堂などからなる。アイギオン城は王の居城であり、謁見室、会議室、大広間などもある。ソレシ城は皇子皇女の、マウー城は王妃の住まいであり、宝物庫もマウー城にある。王宮にふさわしい壮麗な建物ばかりで、アイギオン城の入り口には巨大な白磁の扉があり、壁は土と石灰で白く塗られ、広い玄関広間には御影石のタイルが敷き詰められている。
ジリス砦
タザリア王国中部、ゲルシュタイン帝国との国境付近にある砦。それほど大きくない砦だが、ゲルシュタインだけでなくナフタバンナやベトゥラにも備えることのできる位置にあり重要である。下働きの労働環境は非常に悪く、貧しい少年少女がこき使われている。
アンバー湖
タザリア王国中部にある湖。南北に長く、全長12リーグ（約57km）。湖畔には王宮をはじめとして貴族の館が立ち並び、その中でも"黄楼館"は特に美しいとされる。
ロンディ川
タザリア王国北部を流れる川。一部はナフタバンナ王国との国境になっており、川を挟んで両軍がにらみ合ったり戦場となることもある。

### ナフタバンナ王国
バルダ大陸の中部、暴君（テュランノス）山脈と夜明けの歌（オーバード）山脈に挟まれた地域の北部を占める国。山間部に山賊などの無法者が多い。タザリア王国やウァッリス公国としばしば対立している。

### ウァッリス公国
バルダ大陸の中部、暴君（テュランノス）山脈と夜明けの歌（オーバード）山脈に挟まれた地域の南部を占める国。首都はフェアアーラ。ウァッリス公国は2つの点でバルダ大陸において重要であり、そこの出身者はどの国でも厚遇される。1つ目の点は学士院の存在である。学士院はバルダ全土から頭脳明晰な者が集まって学問を修める所で、バルダ大陸の知識人のほとんどはここを卒業している。またウァッリス公国の教育水準は周辺諸国より上で、識字率も高く、幼い子供でも簡単な計算ができる。2つ目の点は魔道具と歪力石（コピアストーン）を産出することである。他国ではこれらが発掘されることはほとんどなく、ウァッリス公国からの輸入に頼るほかない。そのためウァッリス公国が輸出にかける高額の税による対立が後を絶たない。魔道具の専門家である魔道具使い（マグトゥール）の認定を行うのはウァッリス公国であり、魔道具使い協会（マグトゥールギルド）もウァッリス公国にある。
フェアアーラ
ウァッリス公国の首都。大陸中から学者が集まる学士院と大陸最大級の国立書廟がある。
ヴァジッシュ
ウァッリス公国第二の都市。タザリア王国へ通じるアプロン峠の入り口にあり、タザリアとウァッリスの間で帰属が争われることが多い。
アプロン峠
テュランノス山脈を越えてタザリア王国とウァッリス公国を結ぶ峠。最も高いところで標高2,500ヤール（1ヤールは91.44cm）ほどあり、そこにはグイサラーという小さな街がある。聖階暦2020年のタザリアとウァッリスの戦争で戦場となった。

### アルケナシュ公国
バルダ大陸東部の国。タザリア王国の十倍ほどの領土を持ち、技術、文化の発達した大国。首都はフランチェサイズ。アルケナシュ公国の繁栄は大陸全土に信徒を持つバスカニオン教によるものである。バスカニオン教の総本山を首都とすることで、教団の絶大な権力、財力、技術力の恩恵を受けている。逆に教団もアルケナシュ公国を利用して影響力を強めており、他国に侵略されることのないアルケナシュ公国も教団による内からの「侵略」に悩まされている。
フランチェサイズ
アルケナシュ公国の首都。バルダ大陸最大の都市。バスカニオン教の総本山であるフランチェサイズ大聖堂があり、数多くの巡礼者がやってくる。大聖堂は南北に伸びる祈願大通り（オラショ・アベニュー）の行き止まりにある。そこには中央広場があって、活気があり夜でも人が絶えない。そこからは東西にも太い通りが伸びている。祈願大通り近くの裏通りには、市民に大人気の聖階暦2020年ごろにできた舞踏座がある。その舞踏座は南風舞踏座（エウロス）と呼ばれ、台詞のない舞踊劇を1日に昼と夜の2回上演している。
フランチェサイズ大聖堂
アルケナシュ公国の首都、フランチェサイズにあるバスカニオン教の総本山。荘厳な大聖堂本体の脇には長い白亜の建物が連なり、背後には修道院と学士院、それらに付属する家畜小屋や療養所などもあって、敷地全体でタザリアの王宮の7倍ほどもある。大聖堂の中には主、バスカニオンや少女神（コレツェオス）の像が置かれ、床は石版や装飾の入ったタイルが複雑な模様を描いているが、最も特徴的なものは着色硝子（ステンドグラス）である。色とりどりの硝子（ガラス）でバスカニオンや花、蝶、鳥、幾何学模様などが描かれている。ちなみにバルダ大陸で硝子技術を持つのはアルケナシュ公国だけである。

### レイモーン王国
バルダ大陸東部、パスハリッツァ草原を領土とする国。首都はイムーヌ。国民はほとんどが遊牧民で、円蓋天幕（テント）に住み草染めの長衣（ローブ）を着ている。国の統治者は王ではなく民長（エルツファータ）と呼ばれる。バスカニオン教の頂点に立つ少女神（コレツェオス）はここで生まれるため、教団にとっては総本山のあるフランチェサイズより重要である。レイモーン王国の人々はバスカニオン教の敬虔な信者で、宗教画が刺繍された織物を持ち就寝前と出かける前の礼拝を欠かさない。

### ゲルシュタイン帝国
バルダ大陸中部の砂漠地帯にある国。首都はナウゼン・バグラー。王家の紋章は鎖蛇。西にある山岳地帯の小国、アスキアに何度も侵攻したことがあるが、内紛などにより成功したことはない。

### ベトゥラ連邦共和国
バルダ大陸西北部にある国。聖階暦2010年ごろまでは20以上ある小国の集合だったが、シェイド家、ノイモント家、ベトゥラ家の3貴族が分割統治するようになった。それぞれ雪華、狐、樺の枝葉と太陽を家紋とし、ベトゥラ連邦共和国はそれらすべてを国旗とするため、国旗が常に3つ掲げられる。その独特な政体は内紛を起こりやすくしている。

## 登場人物

### ジグリット
（Ziglit, 聖階暦2006年ごろ - ）この物語の主人公。錆色の髪と瞳を持つ少年。タザリア王国のエスタークという街の孤児で、仲間と一緒に盗み（主にすりやかっぱらい）をして生計を立てていた。しかし10歳の時（2016年）騎士団長グーヴァーと出会い、ジューヌ皇子とうり二つであるため王宮へと連れて行かれ皇子の影武者となる。その時風邪で声が出なかったため王宮の人々には話ができないと勘違いされたが、告げ口しないと思わせることで情報を得やすく敵意を抱かれにくいことなどにより、声のでないふりを続けた。そのため黒板に字を書いて会話するようになった。ジューヌが出陣した2020年のウァッリスとの戦争において仲間のいないところでジューヌを助けられずに戦死させ、影武者の責任を果たせなかったため、王宮での自分の居場所を失うことをおそれたジグリットは、皇子になりすまし死んだのは自分であることにした。こうしてジグリットはジューヌと入れ替わったが、皮肉にもその結果ジグリットとしての親しい者との絆を失うこととなった。ジグリットがうまくジューヌのふりをしたため、声が出せないと思われていることもあって入れ替わりに気づいた者はごくわずかしかおらず、入れ替わりが明らかにならないまま2021年にはジューヌ皇子として王位を継承。かつての自分のような貧しい人々を助けることを目指す。
しかし、貴族の反乱による混乱の後、隙をついたゲルシュタイン帝国に攻め入られ、王都は陥落、多くの兵や民が虐殺され、グーヴァーらも裏切り者のフツとの死闘で殺され、自分もゲルシュタインに連れ去られ、リネアにより片足を切断される。
その後、交易商人ブザンソンの手引きにより脱出。リネアの放った追っ手である不死身の狂戦士タジハッサをその知略で辛うじて退ける。タスティンの母ラシーヌの庇護の元で回復した後に冬将の騎士とナフタバンナ王国で再会、義賊「蒼蓮華」の一員となりタザリア奪還のための行動を開始する。
　頭がよくて機転が利き、国賊の陰謀を暴いたこともある。王の子女の教育係であるマネスラーも学問の才能を認めていた。騎士並みに武術や馬術の腕もよく勇敢だが、敵の屋敷に1人で忍び込もうとするなど無謀なところもある。ジグリットの才能は苦しい孤児の暮らしを通して培われたものと考えられ、影武者として皇子と同様の教育を受けることで開花した。
なお各巻の冒頭にはジグリットが後に著したと思われる『回顧録』からの引用があるが、その著者名はジグリット・バルディフ(Ziglit Baldif)となっている。

### ジューヌ・タザリア
（Jeune Tazalia, 聖階暦2007年 - 2020年）タザリア王クレイトス・タザリア 3世の皇子。（系図参照。）母エスナ・タザリアはベトゥラ連邦共和国のシェイド家出身。他の王族と同様に錆色の髪と瞳を持つ。双子かと思えるほどジグリットによく似ているが、性格は全く異なり引っ込み思案なうえ臆病である。そのうえ姉のリネア皇女が暗殺の危険を信じ込ませ続けたため、ますます内気になり自室に引きこもって滅多に出てこなくなってしまった。近衛隊長フツが虚弱、貧弱、軟弱と3拍子そろっていると言うほどである。あまり頭がよくなく、怖がって稽古をしなくなったので武術の腕もよくない。
2020年の戦争の際、腹違いの兄タスティンが戦死したため援軍の司令官として13歳で出陣。戦場の悲惨な様子に怖じ気づいたことが原因で崖から落ち、木に引っかかって助かったものの敵兵に見つかり殺されてしまう。それ以降はジグリットがジューヌと入れ替わり、ジューヌはジグリットとして葬られた。

### リネア・タザリア
（Linea Tazalia, 聖階暦2004年 - ）タザリア王クレイトス・タザリア 3世の皇女。母はエスナ・タザリア王妃。（系図参照。）錆色の長い髪をした容姿端麗な美少女で、王族にふさわしい知性と誇りを持ち父王を心から尊敬している。しかし、わがままかつ気分屋で教育係のマネスラーの授業の最中でも自分のしたいことしかせず、高慢であるため自分の家族でさえも、弟ジューヌは情けないほど内気だから、兄タスティンは庶子だから、母エスナは（リネアにとって）たいしたことのない田舎貴族の出身だからという理由で軽蔑している。さらに問題なのはジグリットへの妄執的な執着と苛烈な虐めである。リネアのたいていの行動と同じく退屈を紛らわすこともその目的の1つだが、「ジグリットの死」を知らされた彼女がショックで寝込んでしまったことからもわかるように、本人の意図しないジグリットへの好意の裏返し（ツンデレ）という面もある。そのためジグリットと親しくしている女性は彼女の反感を買って同様の仕打ちを受けることがあり、彼女の侍女のテマジは腰の骨を折る大けがを負わされ半身不随となり故郷へ帰されることになった。2018年にはジグリットの逃げ場をなくすため、新たな侍女のアウラにジグリットの仲間の家に放火させている。
ジグリットがジューヌ皇子と入れ替わったことにいち早く気づいたが、そのままにしておいた方が面白いと考えてアウラ以外には知らせず、それ以降ジグリットには本物のジューヌ皇子以上に優しくしている。
リネアの陰湿な行為には気分を害する読者も多いようだが、物語上重要な人物でありファンも多い。

### クレイトス・タザリア 3世
（Kratos Tazalia III, 聖階暦1980年ごろ - 2021年）第3代タザリア王国国王（在位1981年 - 2021年）。先王バランカスの子。（系図参照。）温厚な人物であり、戦争を嫌ったためその頃のタザリアはあまり戦争をしないですんだといえる。王でありながら服装は質素で、家臣とも親しく特に騎士長グーヴァーとは親友ともいえる間柄である。
息子ジューヌの影武者であるジグリットのことを実の息子のように思い、国賊の陰謀を暴いて国の危機を救った彼を"ジューヌの騎士"と呼んでいた。逆に軟弱なジューヌには手を焼いていて、ジグリットが我が子ではないことを思い悩む。2021年に急な病により死去。実はジグリットがジューヌと入れ替わったことに気づいており、王家の血を次代に伝えることを重視していたものの、信頼できる血のつながらない息子に国の行く末を任せた。

### ファン・ダルタ
（Van Darta, 聖階暦1999年 - ）タザリア王国の騎士。黒い髪に黒い目で、黒の上衣（チュニック）と下衣（ズボン）の上に漆黒の鎖帷子や板金鎧を着、さらに黒貂の外衣（マント）を身につけるという黒ずくめの格好をすることが多く、黒き狼と呼ばれることもある。生真面目で主君に忠実。基本的に無愛想で冷徹な男だが親しい者にだけは優しさを見せる。はじめは身分の低いジグリットがジューヌ皇子の影武者になることに反対していたが、次第に互いを認め信頼するようになった。
ファン・ダルタはタザリア最強の騎士である。若くしてその頭角を現し、2016年にはたった1人で敵1個大隊を壊滅させ、17歳の若さで冬将の騎士の称号を与えられた。この称号は歴史上最もタザリア王国に尽くしたと認められた騎士に与えられるものであり、ここ50年は名乗ることを許される者がなかった。またタザリアで騎士が称号を受けるのは、騎士長グーヴァーが16年前に"嵐世の騎士"という称号を受けて以来のことで、当時タザリアの騎士で称号を持つ者はファン・ダルタとグーヴァーの2人だけだった。
故郷の村がゲルシュタイン兵に滅ぼされた時に自分は村を離れていたため、そのことを後悔していた。2020年に村があった場所に近いジリス砦に派遣されると村人の亡霊たちに悩まされるようになり、さらに「ジグリットの死」を聞いて完全に打ちひしがれていた。そんな彼を救ったのは皇子と入れ替わっていたジグリットであり、ファン・ダルタはその時に皇子の正体に気づくこととなった。以来ジグリットを皇子にふさわしいと感じ、支えるようになる。
ゲルシュタインによるタザリア侵攻後はナフタバンナ王国に身を寄せていたがジグリットとの再会後、タザリア奪還のため彼とともに義賊「蒼蓮華」に加入する。

### アンブロシアーナ
（Ambrosiana, 聖階暦2006年 - ）バスカニオン教の頂点に立つ少女神（コレツェオス）（在位2011年 - ）。好奇心と冒険心の強い快活で奔放な少女で、侍女から逃げてしばしば杏の木に登って隠れていたこともある。主にそんな彼女をなだめすかして言うことを聞かせるとき、フランチェサイズ大聖堂で働く者の多くは彼女のことを姫様（ひいさま）と呼ぶ。
アンブロシアーナはほかの少女神と同じくレイモーン王国の出身で、5歳の時（2011年）に少女神となってフランチェサイズに連れてこられた。家族とは引き離され、大聖堂で働く人々は常に彼女と接する距離に気を配り、友人と呼べる人間はいなかった。しかし14歳の時（2020年）、繁栄の儀（プロスフェストゥム）に出席するためにフランチェサイズを訪れていたジグリットと出会う。2人は強く惹かれあうが、ジグリットは遠くタザリアへ帰らないわけにはいかなかった。そして15歳の時（2021年）には自由とは無縁の生活に嫌気がさしてこっそり外出し、南風舞踏座（エウロス）で一番人気の踊り子、ナターシと出会った。友人となった彼女たちはしばしば一緒に街へ出かけるようになる。
一時、ナターシと友に国を離れるが第5巻の時点では帰国している。その際にジューヌの魂を救済するために少女神としての力を喪失してしまった。

### ナターシ
（Natashi, 聖階暦2008年ごろ - ）アルケナシュ公国にある南風舞踏座（エウロス）で最も人気のある踊り子。褐色の髪と肌が特徴的。2021年には首都フランチェサイズの庶民で彼女の名を知らない者はいないと言われるほどになった。
元はタザリア王国のエスタークという街の孤児で、ジグリットをはじめ仲間と一緒に暮らしていた。ジグリットが王宮へ連れて行かれ皇子の影武者となってから2年後（2018年）、リネア皇女の侍女アウラがナターシ達の家に放火し、仲間は全員死んでしまった。ナターシ自身は近所に住む遊女バルメトラに助けられたものの、顔の右半分に大やけどを負い生死の境をさまよった。その後2019年にバルメトラとともにフランチェサイズに移ってバルメトラの作った南風舞踏座の踊り子となり、やけどのあとを隠すため右半面を覆う仮面をつけるようになった。
アウラが放火したのはリネアがジグリットの帰る場所をなくそうとしたからだが、出自を隠したいジグリットからの命令だという嘘を火を放つ際にアウラが言ったため、それ以来ナターシはジグリットへの憎悪を抱くようになった。
ゲルシュタインに赴いてからはリネアの姦計により、フツの元で戦士としての訓練を重ねている。

### 王侯貴族
タスティン・タザリア
（聖階暦2001年 - 2020年）タザリア王クレイトス・タザリア 3世の皇子。母は王の第二夫人ラシーヌ。（系図参照。）父譲りの恵まれた体格と母譲りの褐色の肌を持ち、武術の腕も立つ。子供の頃は王宮に住まいを持たない母の館がある方角をよく眺めていた。庶子という微妙な立場であるため影武者という微妙な立場のジグリットと仲がよく、17歳の時（2018年）に大けがをしたところを助けられてからは親友となった。けがが治ると騎士団の一員となって、王の補佐をしたり兵を率いて国境の警備にあたるようになり、2020年のウァッリス公国への遠征で戦死。死体は見つかっていない。
エスナ・タザリア
タザリア王クレイトス・タザリア 3世の正妃。（系図参照。）ベトゥラ連邦共和国出身で、シェイド公国第3皇女。政略結婚でタザリアに嫁いできた。北国の出身なので夏は暑さを嫌ってマウー城の外へ出ないが、冬には元気になって外へ出てくるようになる。しかし雪がすぐ解けることが気に入らないらしい。また庶子のタスティンや影武者のジグリットのことは無視し、大勢が参加する宴で自分より身分の低い兵士がいることを嫌う。彼女がタザリアで唯一気に入ったものは夫の容姿と性格だけであった。
デザーネ公
タザリアの上流階級（アルコンテス）の中でも名門と言われる十一家の筆頭であるデザーネ家の当主。十一家の他の貴族と共謀し、ジューヌ皇子（と入れ替わったジグリット）の暗殺を目指す。
サンデルマン公
高利貸しで財をなし、聖階暦2021年に十一家の一員となった貴族。ジューヌ皇子暗殺の手配をしたが逆に皇子（ジグリット）に暗殺される。
アリッキーノ皇子
ゲルシュタイン皇帝ウィンガロス3世の皇子。16歳の頃（聖階暦2019年ごろ）、自分より年上の皇子達を次々と暗殺したことは公然の秘密である。

### 騎士・近衛隊員
グーヴァー
タザリア王国の炎帝騎士団騎士団長。百戦錬磨の騎馬戦士であり、聖階暦2000年にナフタバンナとウァッリスの両国が侵攻してきた時の活躍は庶民の間にも有名で、その活躍によって"嵐世の騎士"の称号が与えられた。クレイトス・タザリア 3世と親しく、ファン・ダルタとともに皇子の武術指南役を任されている。
2016年にジグリットをジューヌ皇子の影武者にしようと王宮へと連れて来たのは彼であり、以来ずっと気にかけていた。
フツ・エバン
(Huttu Evan)タザリア王国の近衛隊隊長。不真面目でいつも制服をだらしなく着崩しているが、近衛隊隊長に任ぜられる程、武術の腕も立ちタザリア王国への忠誠は高かった。洞察力が鋭くジグリットがジューヌと入れ替わっていたことに気づいたが、ジグリットがうまくジューヌのふりをしていたためグーヴァーとマネスラーがジグリットではないと断言し、フツの間違いということになった。
ドリスティ・ディッシュ
(Doristy Dish)タザリア王国の騎士。長身で金髪美形。そのうえ女言葉を話すので悪い意味でよく目立ち、問題を引き起こすこともある。聖階暦2021年現在、18歳と騎士団の中でも一番若いが弓の腕は抜群で、何度か皇子（ジグリット）の窮地を救ったことがある。よく騎士団の真紅の外衣（マント）ではなく真っ白な外套（コート）を着ている。

### 王宮の人々
タザリア王国の王宮で働く人々。
テマジ
リネア皇女の侍女。没落貴族の出で皇女付きの侍女になったことは家族中の誇り。ジグリットと親しく彼の精神的支えとなっていたが、それが皇女の嫉妬を招いて虐められるようになり、18歳の時（聖階暦2018年）に皇女の企みによって階段から転落してしまう。腰の骨を折る大けがで、後遺症のため侍女の仕事はできなくなり実家に帰された。このことはジグリットに大きな悲しみと苦しみをもたらした。
アウラ
リネア皇女の侍女。暗緑色の髪と瞳が特徴。14歳の時（聖階暦2018年）、テマジの代わりとして侍女になった。中流貴族の出身で高慢かつ陰険。自分より身分の低い侍女に大半の仕事を押しつけ、リネアと一緒になってジグリットを虐める。リネアがジグリットの逃げ場をなくそうと企てたためジグリットの仲間の家に放火した。
マネスラー
皇子皇女の教育係。ウァッリス公国の貴族の生まれで学士院卒業者。教育係であるにもかかわらず子供嫌いであり研究に没頭している方が性に合っていると言うが、それでも相手が真面目に聞いているほどやる気を出し、調子がよいと誰も聞いていなくても長々と講義を続ける。身分の低いジグリットを見下していたが、その才能を認めるようになった。
バッサカス・ギィエラ
タザリア王の側近を務める魔道具使い（マグトゥール）。左目にいつも黒い眼帯をしており、魔道具の使い方を誤って屍鬼（グール）に片目を喰われたという噂が王宮中に広まっている。実はナフタバンナ王国に内通しており、タザリア王家の至宝である3つの魔道具の1つ、ヴェールマラン（緑の貴婦人）を手に入れていた。このまま残る二つを奪いその力で王宮を陥落させる計画だったが、（聖階暦2018年）にジグリットに見つかって陰謀を暴かれ国外追放された。
道化師（カリカチュア）
マウー城の地下室にどこからともなく現れる謎の老婆。かび臭くて湿った地下室で破れた黒い長衣（ローブ）を引きずりながら薄笑いを浮かべる様子は不気味である。未来を予知しジグリットに助言を与える。しかし好き勝手なことを話すので慣れないとまともな会話にならない。魔道具使いであるようだ。

### 教団の人々
ユールカ
バスカニオン教の最高権力者である聖黎人（在位聖階暦2011年 - ）。教団の中でも穏健派に属す。高齢のため体調を崩しやすく、その隙に強硬派が力を強める危険がある。アンブロシアーナは彼を祖父のように慕っている。

### 舞踏座の人々
バルメトラ
アルケナシュ公国にある南風舞踏座（エウロス）の座長。以前はタザリア王国のエスタークという街で遊女をしていたが、遊女としては老いたため第2の人生を始めようと、聖階暦2019年に大陸最大の都市フランチェサイズへ移り舞踏座を作った。舞踏座の出資者は彼女の恋人である。

### ジグリットの仲間の孤児
タザリア王国のエスタークという街でジグリットやナターシと一緒に暮らしていた身寄りのない子供達。ジグリットとナターシの他にテトス、マロシュ、ギーブ、ベルウッドの4人。年齢は聖階暦2016年の時点で順に9歳、9歳、6歳、5歳（当時ジグリットは10歳、ナターシは8歳）。以前はジグリットより年上の仲間もいたが、タザリアでは12歳以上は志願すれば兵役につけるので皆が兵士となり、2016年には一緒に暮らしていない。彼らは貧民窟（スラム）の一角にある朽ちかけた木造4階建ての建物に住み、盗み（主にすりやかっぱらい）をして日々の糧を得ていた。2018年にリネア皇女の企てによりアウラがギーブとベルウッドを刺し殺し、テトスとマロシュはアウラの放った火にまかれて焼け死んだ。

## 年表
聖階暦紀元前5000年ごろ
古代文明オグドアスが崩壊
聖階暦1年
バスカニオンによって文明がもたらされる
聖階暦1898年
タザリア王国建国
聖階暦1981年
クレイトス・タザリア 3世、タザリア王に即位
聖階暦2000年
ナフタバンナ王国とウァッリス公国がタザリア王国に侵攻
グーヴァー、戦功により"嵐世の騎士"の称号を与えられる
聖階暦2015年
ロンディ川流域でタザリア王国とナフタバンナ王国の紛争が起こる
聖階暦2016年
ジグリットが王宮へと連れて行かれ、ジューヌ皇子の影武者となる
タザリア王国、ナフタバンナ王国と講和
ファン・ダルタ、戦功により"冬将の騎士"の称号を与えられる
ゲルシュタインとアスキア、ナフタバンナとウァッリスの紛争が頻発する（- 2018年）
聖階暦2018年
タスティン皇子、崖から落ちてジグリットに助けられる
テマジがけがにより解雇され、代わりにアウラがリネア皇女の侍女となる
エスタークで大火、ナターシが大やけどをし他の仲間は死亡
ロンディ川流域でタザリアとナフタバンナの緊張が高まる
ギィエラ、ジグリットの告発によりナフタバンナ王国への密通が発覚、国外追放される
聖階暦2019年
バルメトラとナターシがフランチェサイズへ移る
繁栄の儀（プロスフェストゥム）に出席するためジューヌ、リネア、ジグリットらがフランチェサイズへ出発する
この頃ゲルシュタイン帝国で皇子の暗殺が相次ぐ
聖階暦2020年
繁栄の儀が行われる
ジグリットとアンブロシアーナが出会う
リネアの交渉によりタザリアとナフタバンナの対立が緩和される
魔道具の交易条件を巡る対立からタザリアとウァッリスの戦争が勃発
ファン・ダルタ、ジリス砦に配置される
タスティン、ジューヌが戦死、ジグリットがジューヌと入れ替わり、作戦を立案し講和へもちこむ
この頃南風舞踏座（エウロス）ができる
聖階暦2021年
フツ、皇子の正体がジグリットだと気づきそう主張するものの、いくつかの証言により否定される
フツ、騒動の罰としてジリス砦に派遣される、皇子も同行する
ナターシとアンブロシアーナが出会う
皇子がゲルシュタイン兵に襲われる
クレイトス・タザリア 3世死去
十一家の刺客が皇子を襲うが、皇子とファン・ダルタが立案者のサンデルマン公を暗殺

## 既刊一覧
- タザリア王国物語 影の皇子 2006年7月初版 ISBN 9784840234863
- タザリア王国物語 2 黒狼の騎士 2006年11月初版 ISBN 9784840236072
- タザリア王国物語 3 炎虐の皇女 2008年1月初版 ISBN 9784840241489
- タザリア王国物語 4 獣面の暗殺者 2008年6月初版 ISBN 9784048670937
- タザリア王国物語 5 山獄の獅子王 2008年12月初版 ISBN 9784048674300
- タザリア王国物語 6 乱峰の荒鷲 2010年1月初版 ISBN 9784048682855